# Aragón (petrolero)
El Aragón fue un barco petrolero que provocó una marea negra en Madeira (Portugal), el 29 de diciembre de 1989.

## Historia
Construido en 1975 en Astilleros de Cádiz S.A. España, por la compañía Fletamientos Marítimos, S.A. con una cubicación de 283.813 metros cúbicos y un peso muerto de 238.960 Tm. Eslora máxima de 328 m, manga máxima de 51 m, altura máxima 60 m. Estaba propulsado por un Manises Burmeister y Wain, tipo 8K98FF, turbocargado de 34.000 (B.H.P.) a 103 r. p. m. 
Navegaba bajo pabellón portugués entre México y Europa. Vertió 25 000 toneladas de crudo antes de que se lograra taponar su casco de forma provisoria, amenazando la Reserva de las Ilhas Desertas. Fue remolcado a Tenerife para terminar de ser vaciado. Después es reparado y navega de nuevo bajo el nombre de Amazonia en 1992 hasta su demolición en 1994.